# Nace la libertad
Nace la libertad es una película argentina dirigida por Julio Saraceni sobre guion de Don Napy, Antonio Corma y Oscar Beltrán que se estrenó el 7 de julio de 1949 y que tuvo como protagonistas a Francisco de Paula, Orestes Caviglia y Pedro Maratea. Una gran superproducción filmada parcialmente en Tandil y Jujuy con participación de 3200 soldados del ejército argentino y 7000 extras, pero con muy escasa repercusión de público.

## Sinopsis
Es 1812 y ante el avance del ejército realista resisten el Ejército del Norte y la población jujeña hasta que se decide emprender el éxodo.

## Reparto
| - Francisco de Paula - Orestes Caviglia - Pedro Maratea - Vicente Padula - Lydia Quintana - Ángel Boffa - Roberto Bordoni …General Manuel Belgrano - Fernando Campos - José Comellas - Floren Delbene - Cirilo Etulain | - Isabel Figlioli - Julieta Kenan - Tito Licausi - Herminia Llorente - Salvador Lotito - Perla Mux - Pascual Nacarati - Iris Portillo - Julia Sandoval - Ángel Walk - Alberto Contró - Warly Ceriani |

## Comentarios
Para el crítico de Noticias Gráficas el filme es un “Canto a la magnífica epopeya de un pueblo…el argumento no ha sido tratado con o it igual interés …Una expresión noble y elevada, tanto por el tema que alienta en ella, como por la realización”; para Crítica “el relato carece de unidad y no se ha logrado imprimir grandeza humana a la trama” y el crítico de La Razón opinó que había en la película “un gran despliegue con un tono equivocado”.

## Premio
La Academia de Artes y Ciencias Cinematográficas de la Argentina le otorgó el premio Cóndor Académico a la mejor partitura musical de 1949 por esta película a Alberto Ginastera.	